# 788
788 (DCCLXXXVIII) je bilo prestopno leto, ki se je po julijanskem koledarju začelo na torek.

## Dogodki
- Karel Veliki zavzame Bavarsko.

## Rojstva
- Abd Al Rahman II., emir Kordovskega emirata, († 852)
- Šankara, indijski filozof, ustanovitelj šole advaita vedanta († 820)

## Smrti
- Abd Al Rahman I., ustanovitelj omajadskega Kordovskega emirata (* 731)
- Adalgis, pridruženi kralj Langobardskega kraljestva (* ni znano)